# Igor Lolo
Alexandre Igor Lolo (ur. 22 lipca 1982 w Adzopé) – piłkarz z Wybrzeża Kości Słoniowej występujący na pozycji obrońcy.

## Kariera klubowa
Lolo zawodową karierę rozpoczynał w klubie ASEC Mimosas. W 2003 roku przeszedł do belgijskiego KSK Beveren. W Eerste Klasse zadebiutował 24 stycznia 2004 w zremisowanym 1:1 meczu z Sint-Truidense VV. 22 lutego 2004 w wygranym 2:1 spotkaniu z Heusden-Zolder Lolo strzelił pierwszego gola w trakcie gry w lidze belgijskiej. W debiutanckim sezonie w lidze rozegrał 10 spotkań i zdobył jedną bramkę, a po zakończeniu rozgrywek ligowych odszedł do ukraińskiego Metałurhu Donieck, stając już trzecim obcokrajowcem z tego kraju. Przez cały sezon 2004/2005 wystąpił tam w 12 ligowych meczach.
W 2005 roku został wypożyczony na dwa sezony do belgijskiego Germinal Beerschot. Łącznie rozegrał tam 41 spotkań i zdobył 4 bramki, a sezon 2007/2008 spędził na wypożyczeniu w Racingu Genk. W barwach tego klubu w lidze zagrał 27 razy. We wrześniu 2008 roku Lolo na zasadzie transferu definitywnego trafił do Dnipro Dniepropetrowsk, w którym stał się pierwszym piłkarzem z Afryki. Pełnił tam rolę rezerwowego. Przez pół roku rozegrał tam dwa spotkania.
28 stycznia 2009 roku podpisał kontrakt z francuskim AS Monaco. W Ligue 1 zadebiutował 7 marca 2009 w bezbramkowo zremisowanym pojedynku z OGC Nice. W sezonie 2008/2009 w lidze Lolo wystąpił 10 razy i zdobył jedną bramkę, a jego klub zajął jedenastce miejsce w tabeli. 4 sierpnia 2011 zgodził się na kontrakt z rosyjskim klubem Kubań Krasnodar, który podpisał 22 sierpnia. W końcu marca 2013 kontrakt został anulowany.

## Kariera reprezentacyjna
Lolo jest reprezentantem Wybrzeża Kości Słoniowej. W drużynie narodowej zadebiutował 22 maja 2008 w zremisowanym 1:1 spotkaniu z Paragwajem, rozegranym w ramach turnieju Kirin Cup. Od czasu debiutu Lolo jest podstawowym graczem reprezentacji.

## Sukcesy i odznaczenia

### Sukcesy klubowe
- mistrz Wybrzeża Kości Słoniowej: 2003
- zdobywca Pucharu Wybrzeża Kości Słoniowej: 2003
- finalista Pucharu Belgii: 2004
- finalista Pucharu Francji: 2010

### Sukcesy reprezentacyjne
- wicemistrz Pucharu Narodów Afryki: 2012